# La storia ridotta sotto il concetto generale dell'arte
La storia ridotta sotto il concetto generale dell'arte è un saggio filosofico di Benedetto Croce letto all'Accademia Pontaniana di Napoli il 5 marzo 1893 e pubblicato nello stesso anno nel volume XXIII degli Atti dell'Accademia pontaniana. Nel saggio il ventisettenne Croce si propone di stabilire con precisione il significato dei tre concetti di Arte, Scienza e Storia, e chiarire quindi le loro relazioni.

## Genesi dell'opera
Occasione dello studio fu la lettura, da parte di Benedetto Croce, del saggio di Pasquale Villario La storia è una scienza? pubblicato a puntate nel 1891 sulla «Nuova Antologia». Anni dopo, in una intervista a Luigi Ambrosini per «Il Marzocco» dell'11 ottobre 1908, Croce raccontò di aver impostato il suo intervento all'Accadema pontaniana rispondendo dapprima affermativamente all'interrogativo di Villari, di aver consegnato il testo scritto dell'intervento per la stampa, quando il problema gli apparve in una luce nuova e del tutto differente («La storia non può essere scienza, ma deve essere arte; perché la scienza è dell’astratto, e la storia è, come l’arte, del concreto: individualista. La storia differisce dall’arte, solo in quanto l’arte rappresenta il possibile, la storia il reale»); il testo, ormai pronto in tipografia, dovette essere sostituito. Croce rispose alle critiche e alle obiezioni avanzate al suo intervento in una nuova memoria letta all'Accademia pontaniana il 6 maggio dell'anno seguente; rispose a ulteriori obiezioni nelle successive edizioni a stampa

## Contenuti
La storia ridotta sotto il concetto generale dell'arte è distribuita nei seguenti cinque paragrafi:
1. il concetto dell’arte
2. Il concetto della scienza e la storia
3. il concetto dell’arte e la storia
4. L’arte in senso stretto e la storia
5. il concetto della storia e gli studii storici

Dopo aver esaminato, nei primi tre paragrafi, la natura dell'arte, della scienza e della storia, Croce conclude che la storia è arte. Nel quarto paragrafo esamina la differenza relativa tra storia e arte in senso stretto. Infine nel quinto paragrafo Croce si interessa ai cosiddetti "lavori preparatorii" alla narrazione storica: la ricerca critica delle fonti, la critica, lo studio dei documenti, l'interpretazione e la comprensione storica.

## Critica
La storia ridotta sotto il concetto generale dell'arte è un'opera giovanile. La tesi della riconducibilità della storia all'arte sarà abbandonata in opere della maturità (come Logica come scienza del concetto puro del 1909, Teoria e storia della storiografia, pubblicata in Italia nel 1917, e La storia come pensiero e come azione del 1938) per essere infine sostituita da Croce nella tesi opposta «del carattere filosofico della storiografia e anzi dell’identità di filosofia e storiografia e della concezione della filosofia come momento metodologico di quest’ultima». 
L'opera è importante, nello svolgimento del pensiero di Croce. Commenta Giuseppe Galasso: «Sorprende, infatti, che, confrontandosi per caso con uno dei massimi temi filosofici e storiografici del pensiero europeo di allora, egli vi si muova con tanta disinvoltura e si riferisca con tanta pertinenza ad autori e opere specifiche, assumendo una posizione che, pur scaturita da un lampo di luce, fa supporre che a quegli interessi filosofici egli fosse tutt’altro che nuovo.»

## Edizioni
- Benedetto Croce, La storia ridotta sotto il concetto generale dell'arte : memoria letta nella tornata del 5 marzo 1893 dal socio Benedetto Croce, in Atti dell'Accademia pontaniana, XXIII, Napoli, Accademia Pontaniana, 1893,  pp. 118-149.
- Benedetto Croce, La storia ridotta sotto il concetto generale dell'arte, in Il concetto della storia nelle sue relazioni col concetto dell'arte : ricerche e discussioni, 2ª ed., Roma, E. Loescher, 1896,  p. 143, SBN PUV0310213.
- Benedetto Croce, La storia ridotta sotto il concetto generale dell'arte, a cura di Giuseppe Galasso, Milano, Adelphi, 2017,  p. 91, ISBN 978-88-459-3220-5.